# Emanuel Semper
Emanuel Semper (* 6. Dezember 1848 in Dresden; † 16. November 1911 in Dessau) war ein deutscher Bildhauer.

## Leben
Er war das sechste Kind des Architekten Gottfried Semper und dessen Ehefrau Bertha Semper geb. Thimmig. Von 1871 bis 1878 leitete er zusammen mit seinem Bruder, dem Architekten Manfred Semper, die Bauausführung des nach Plänen seines Vaters errichteten neuen Opernhauses in Dresden und war insbesondere für die Gestaltung der Baudekoration zuständig.
1881 wurde er zum Professor ernannt und an die preußische Baugewerk-, Zeichen- und Modellierschule Erfurt berufen. Die Schule wurde jedoch bereits nach drei Jahren wieder geschlossen. Danach arbeitete er als freier Bildhauer.
Emanuel Semper starb im Alter von 62 Jahren. Seine letzte Ruhestätte befindet sich auf dem Friedhof III in Dessau.

## Werke

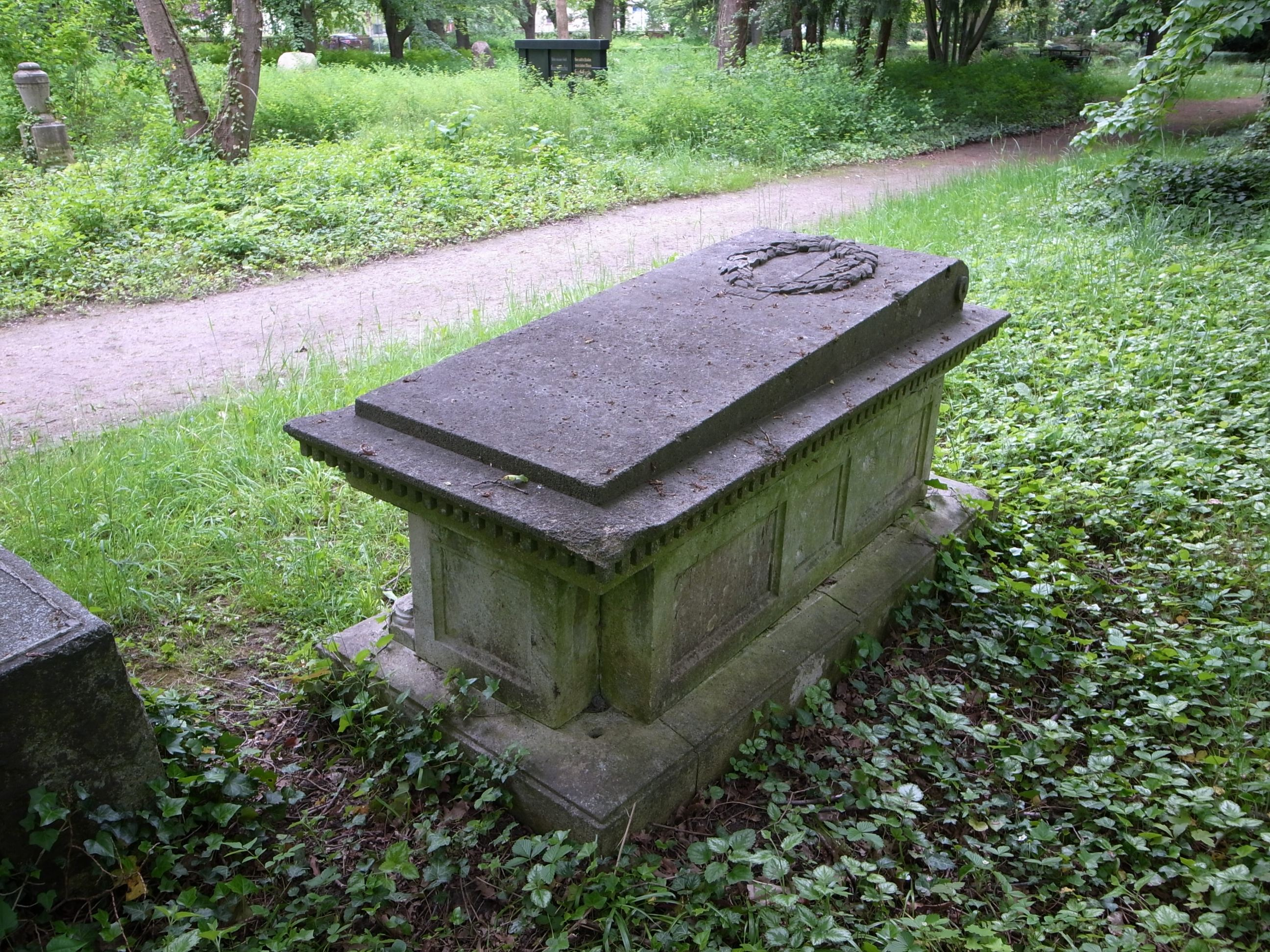
Grabstätte von Emanuel Semper in Dessau

- 1871–1878: Baudekoration des zweiten Hofopernhauses in Dresden
- 1903: Petrusfigur und Tympanonrelief an der Petruskirche in Dessau
- 1903: Brunnen mit Denkmal eines Biberjägers in Dessau
- 1903: Büste des Arztes Heinrich Mohs (erster Leiter des Dessauer städtischen Krankenhauses und Ehrenbürger der Stadt Dessau)
- 1905: Rolandstatue an der Handels-Realschule in Dessau (heute Gebäude des Gymnasiums Philanthropinum)
- 1907: Sitzfigur von Gottfried Semper im Kontorhaus Semperhaus in Hamburg
- 1907: Brunnen an der Stadtschwimmhalle in Dessau[2]

sowie undatiert:
- Büste von Richard Wagner in Leipzig
- Grabmal für August Klughardt[2]
- Grabmal für seinen Vater Gottfried Semper[2]
- Bronzeplakette am Grabmal für Friedrich Brümmer auf dem Friedhof III in Dessau[2]

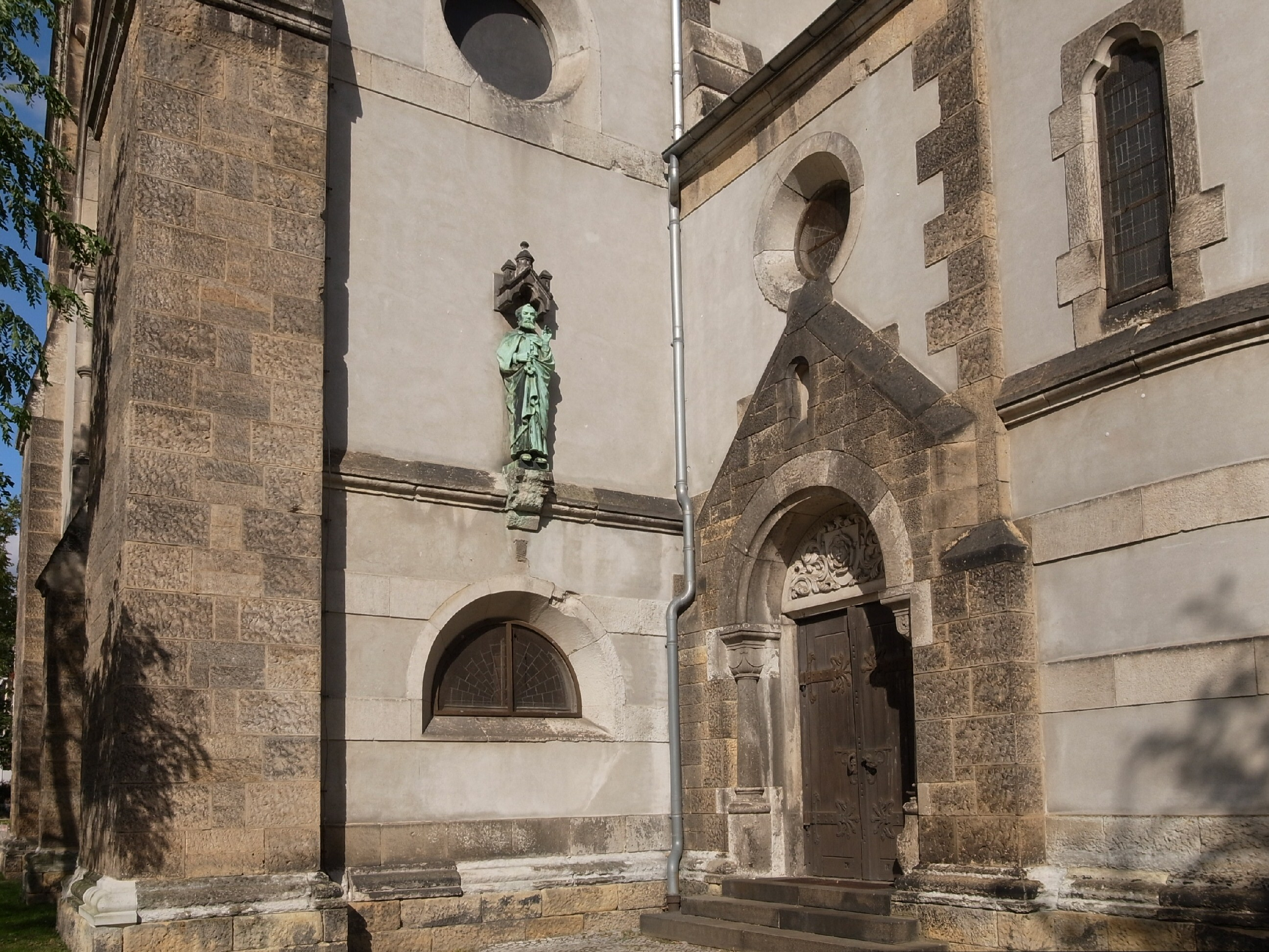
Tympanonrelief und Petrusfigur
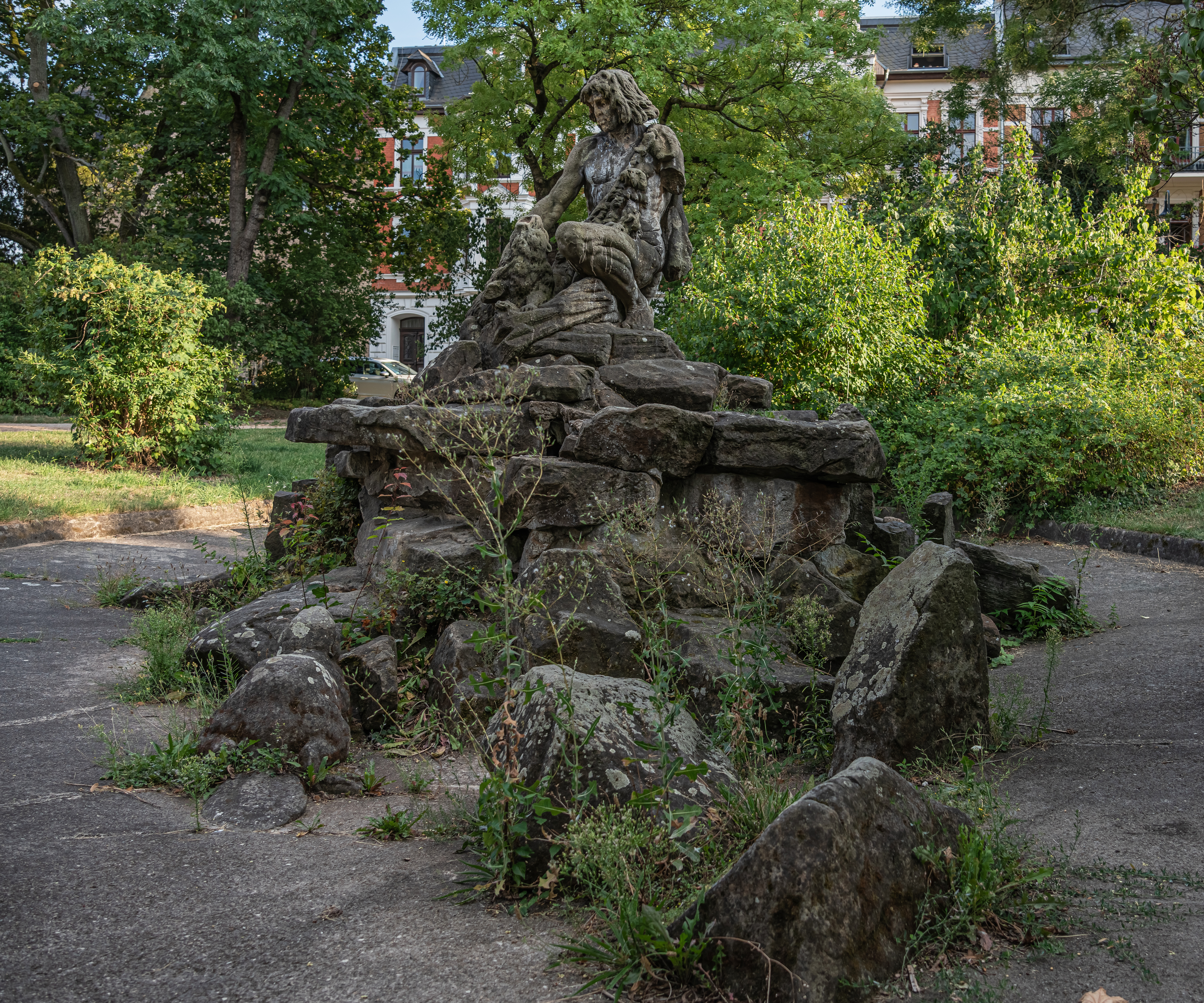
Biberbrunnen auf dem Funkplatz
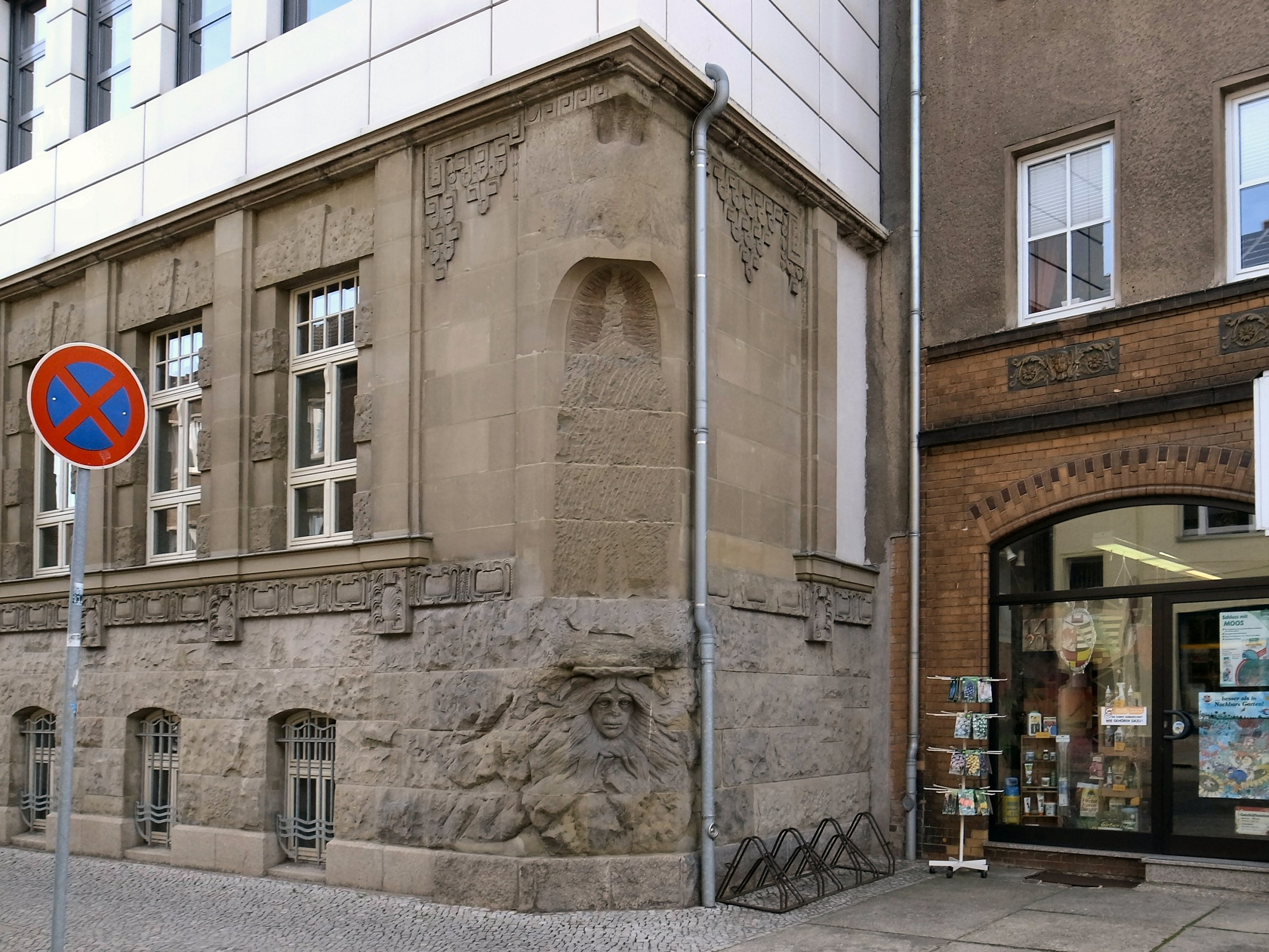
Sockel der zerstörten Rolandstatue
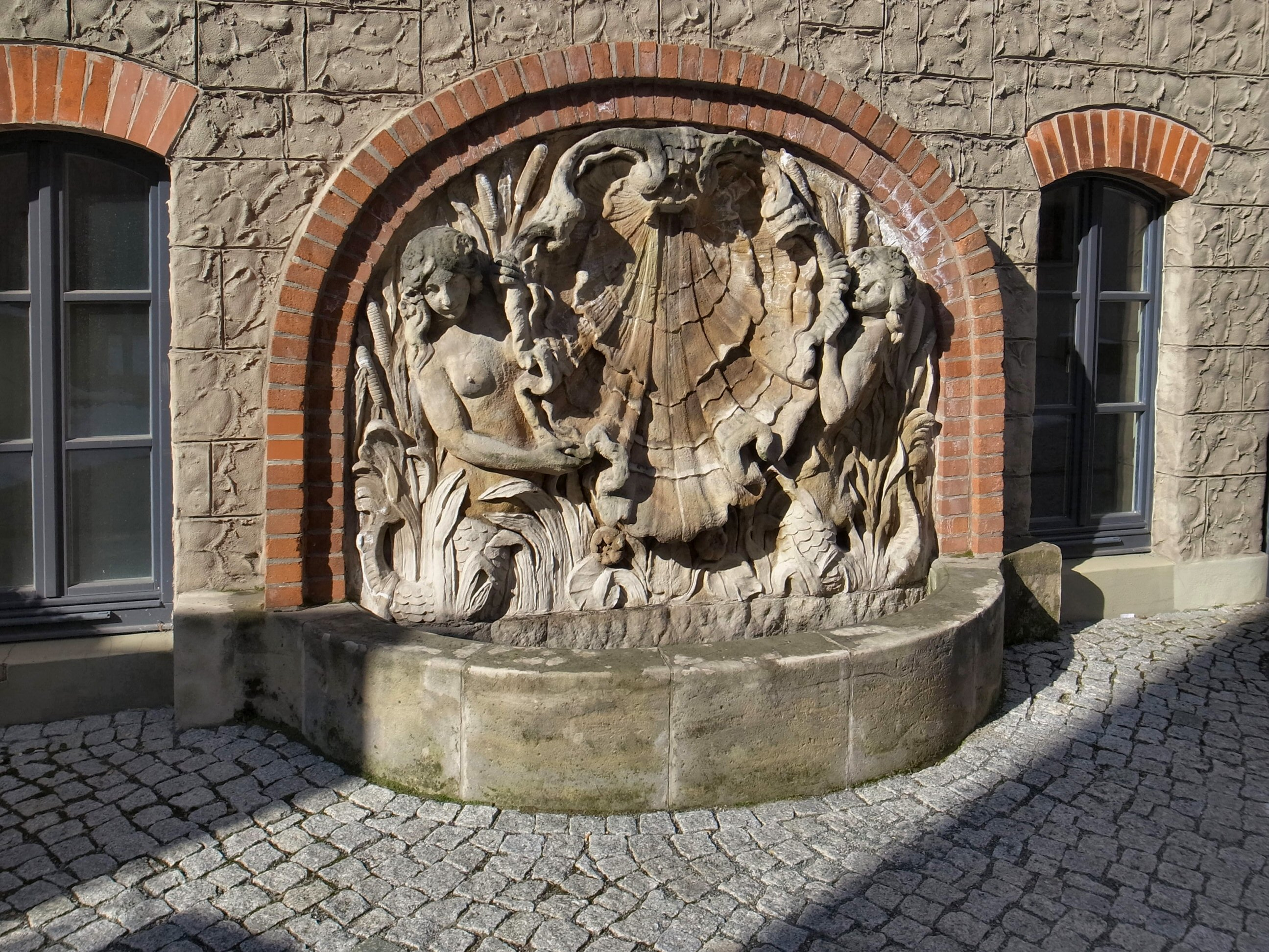
Brunnen an der Stadtschwimmhalle
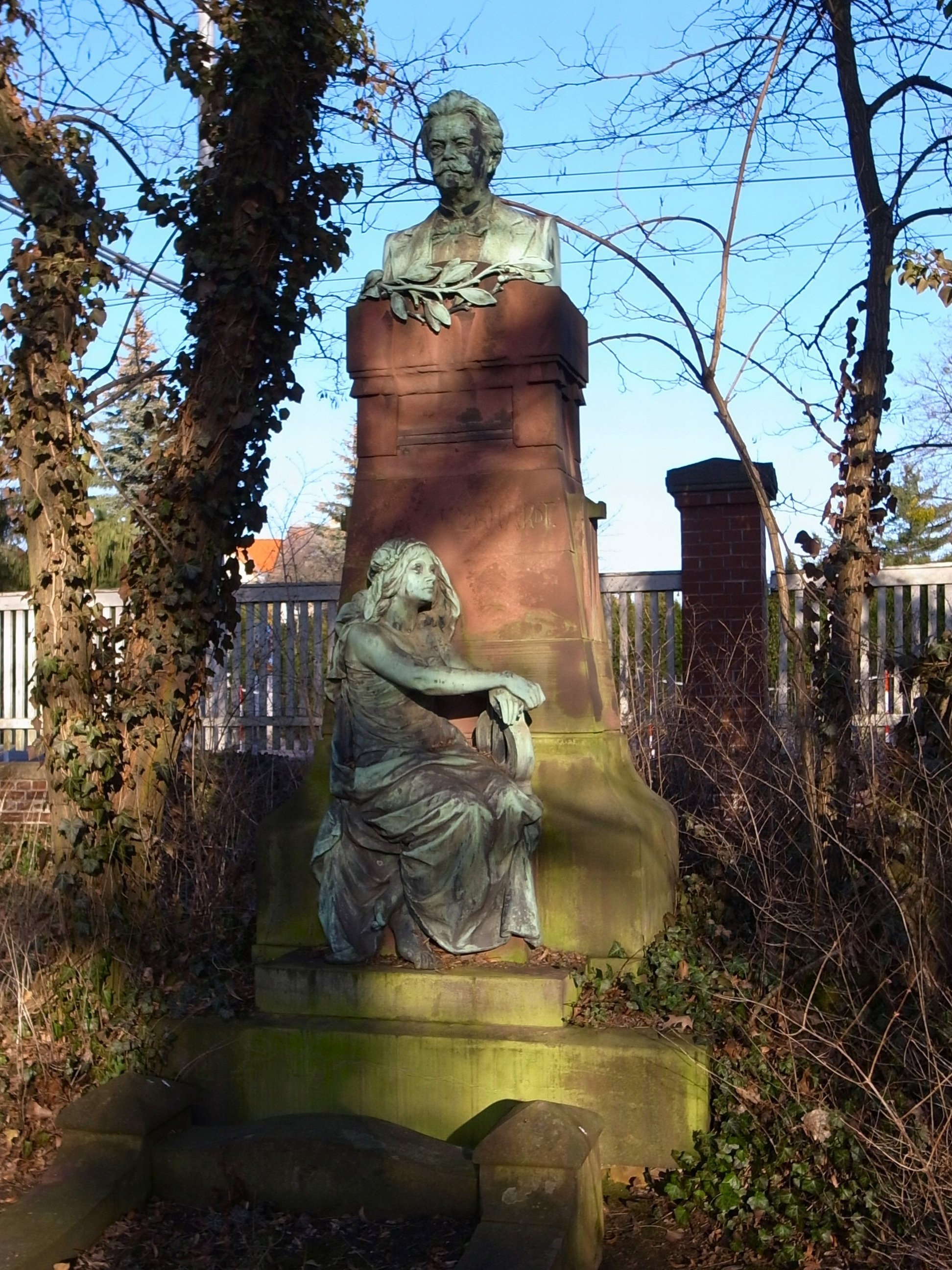
Grabmal für August Klughardt
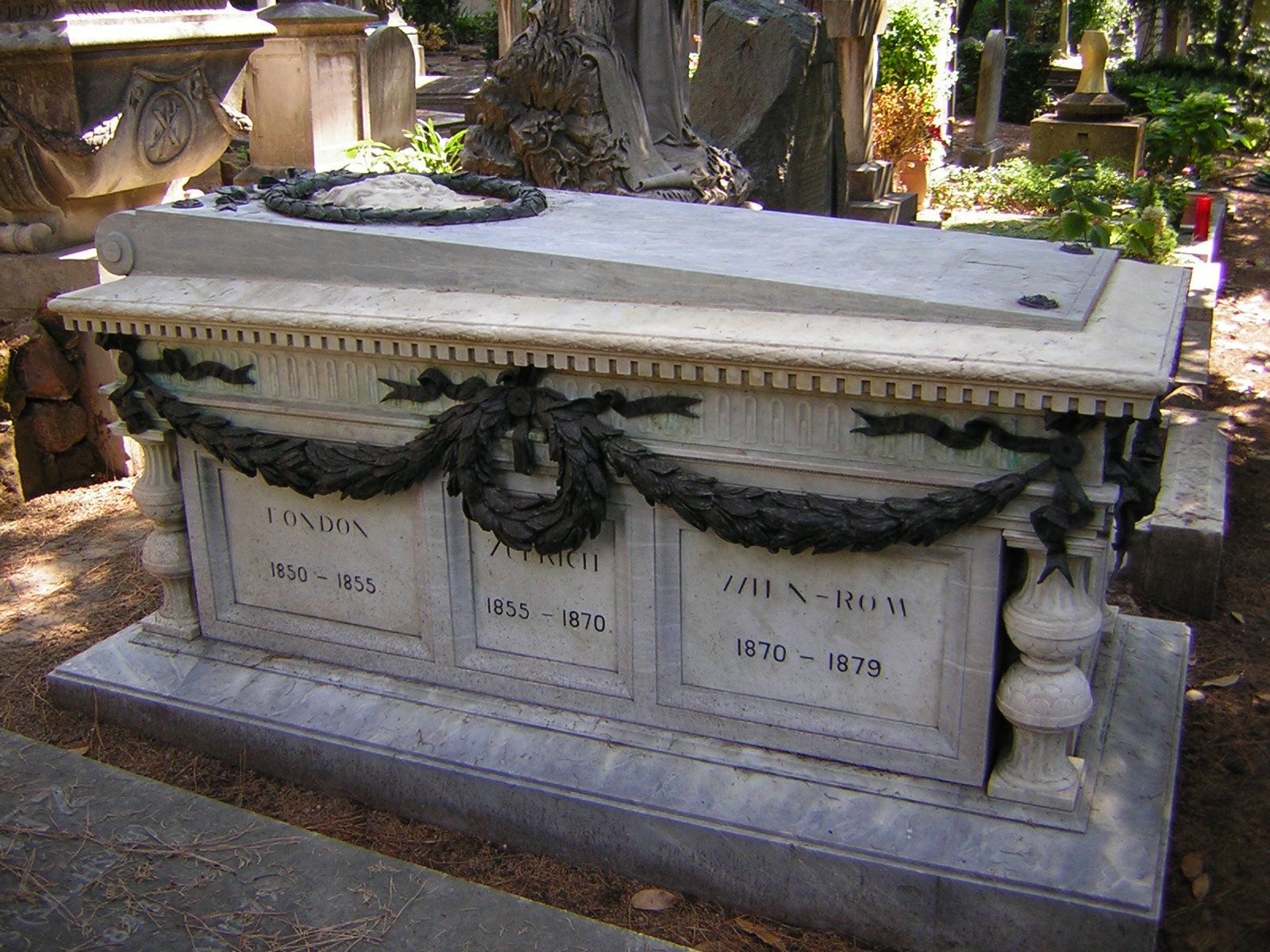
Grabmal für Gottfried Semper
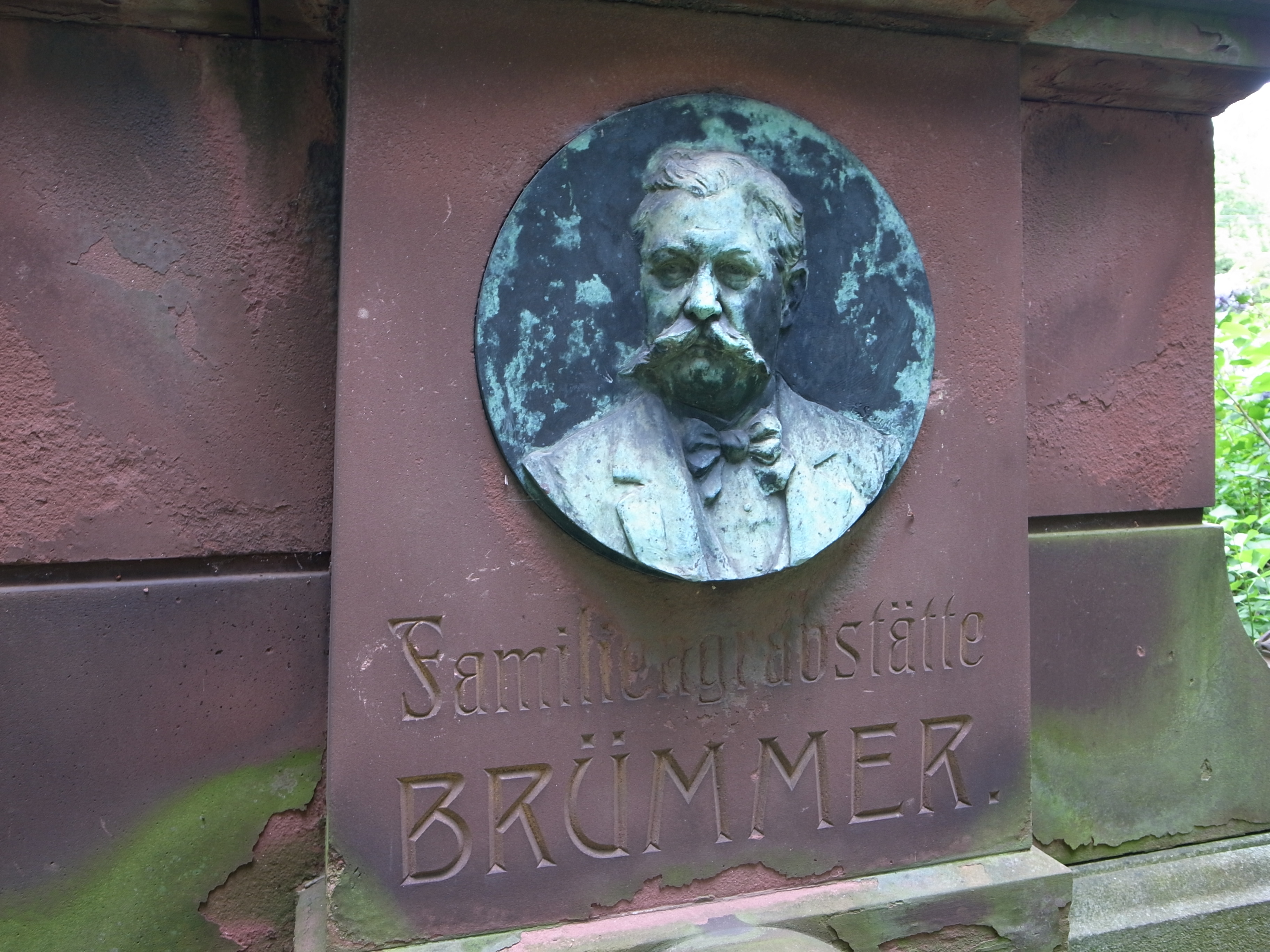
Bronzeplakette am Grabmal für Friedrich Brümmer
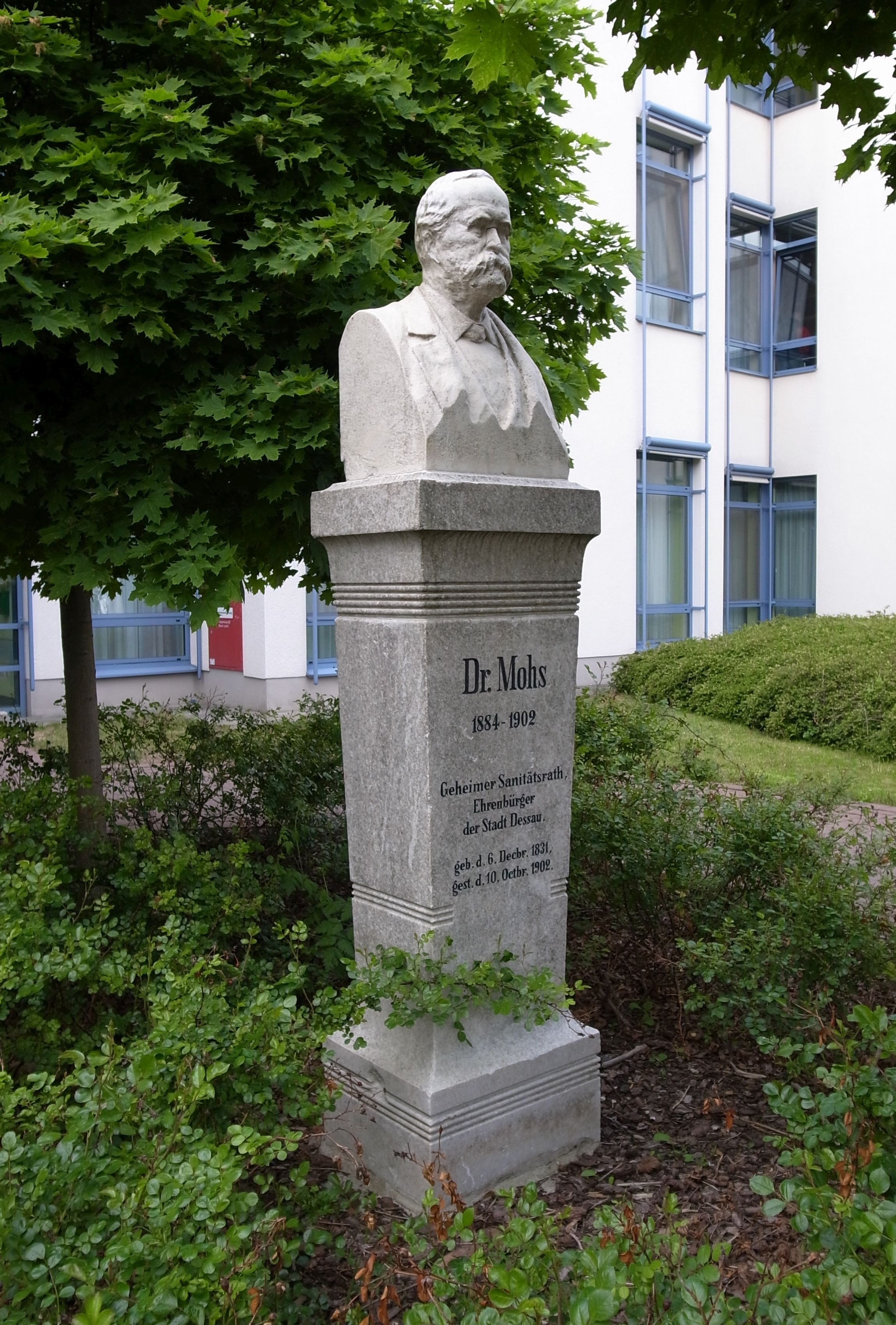
Büste Heinrich Mohs